# オワスコ級カッター
オワスコ級カッター（英語: Owasco-class cutter）は、アメリカ沿岸警備隊のカッターの艦級。当初は砲艦型カッター（WPG）と類別されていたが、1965年に長距離カッター（WHEC）に類別変更された。

## 来歴
1920年代のアメリカ沿岸警備隊では、禁酒法に対応するため、海軍から旧式駆逐艦の移管を受けてラム・パトロールとして配備するとともに、大規模な船艇建造計画を発動した。これによって建造されたカッターの1つがレイク型であり、1927年から1931年にかけて10隻が進水した。
この設計は非常に成功したことから、これを大型化したカッターの建造が計画された。これは結局、海軍が建造を進めていたエリー級砲艦と一部を共通化したトレジャリー型となり、当初は10隻を建造する計画だったが、実際の建造は7隻に留まり、1936年・1937年に順次に進水した。
そして1941年に、この残り3隻を振り替えるかたちで発注されたのが本級である。また同年には、第二次世界大戦の勃発を受けて、上記のレイク型カッターの10隻全てがレンドリースとしてイギリス海軍に引き渡されたことから、その代替も兼ねて、計13隻が建造された。ただし建造の計画は1941年7月に承認されたものの、戦時下とあって優先順位は低く、1943年になるまで建造は着手されなかった。

## 設計
船型は航洋性を重視して、高乾舷・幅広・短船長とされており、とくに短船長のために外見上はトップヘビーな印象となった。北方海域の警備・哨戒・護衛を主任務として計画されたことから、重耐氷構造の船体は相応の砕氷能力も備えている。
機関は、トレジャリー型ではギアード・タービン方式だったのに対し、本級では、レイク型と同様のターボ・エレクトリック方式に差し戻された。フォスター・ホイーラー式2胴エキスプレス水管ボイラー2基とウェスティングハウス式蒸気タービンによって発電機を駆動し、1軸のスクリュープロペラを駆動する。
なお本級は、軍艦に近い設計のために巡視船には不向きな点もあり、運用者からは不満足なものであった。

## 装備
兵装と艤装は海軍式で、大戦中に就役した艦では、砲熕兵器として38口径12.7cm連装両用砲と56口径40mm4連装機銃を前後に1基ずつ備えた。また対潜兵器としては、ヘッジホッグ対潜迫撃砲と爆雷（K砲6基と投下軌条2条）を備えた。
戦後に就役した艦の多くは、砲や機銃兵装を半減して竣工し、その他の艦も同様に改修された。1960年代には3連装短魚雷発射管が搭載された。また運用末期には、備砲1門のほか、81mm迫撃砲2門、12.7mm機銃数挺を装備していた。

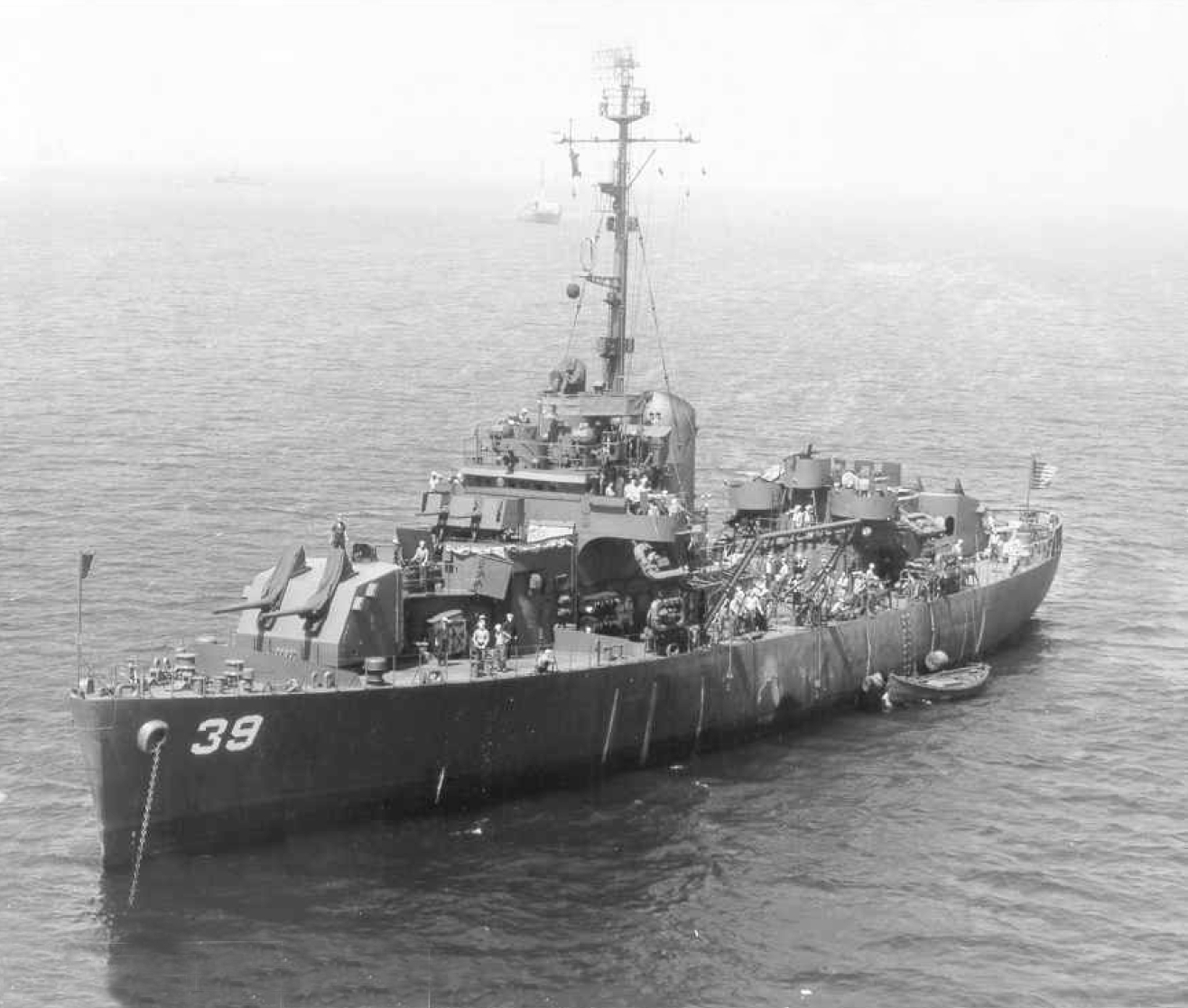
戦時下の重装備状態（1945年の「オワスコ」）
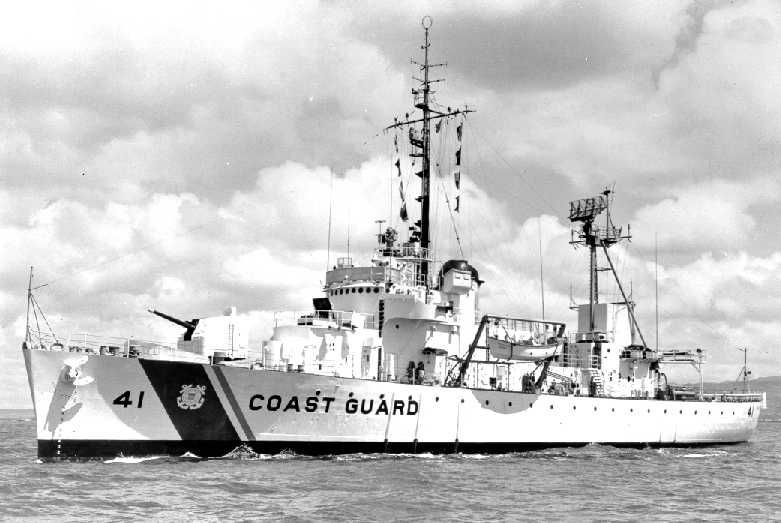
戦後、武装を削減した状態（1968年の「シャートクワ」）

## 同型艦一覧
| #           | 艦名                                   | 造船所           | 就役          | その後             |
| ----------- | -------------------------------------- | ---------------- | ------------- | ------------------ |
| WPG→WHEC-39 | オワスコ USCGC Owasco                  | ウェスタンパイプ | 1945年5月18日 | 1974年10月7日売却  |
| WPG→WHEC-40 | ウィンネバゴ USCGC Winnebago           | ウェスタンパイプ | 1945年6月21日 | 1974年10月7日売却  |
| WPG→WHEC-41 | シャートクワ USCGC Chautauqua          | ウェスタンパイプ | 1945年8月4日  | 1973年8月1日退役   |
| WPG→WHEC-42 | セバゴ USCGC Sebago                    | ウェスタンパイプ | 1945年9月20日 | 1972年2月29日退役  |
| WPG→WHEC-43 | イロコイ USCGC Iroquois                | ウェスタンパイプ | 1946年2月9日  | 1965年6月1日売却   |
| WPG→WHEC-44 | ワチュセット USCGC Wachusett           | ウェスタンパイプ | 1946年3月23日 | 1974年11月18日売却 |
| WPG→WHEC-64 | エスカナバ USCGC Escanaba              | ウェスタンパイプ | 1946年3月20日 | 1973年6月28日退役  |
| WPG→WHEC-65 | ウィノナ USCGC Winona                  | ウェスタンパイプ | 1946年4月19日 | 1974年5月31日退役  |
| WPG→WHEC-66 | クラマス USCGC Klamath                 | ウェスタンパイプ | 1946年6月19日 | 1973年5月1日退役   |
| WPG→WHEC-67 | ミネトンカ USCGC Minnetonka            | ウェスタンパイプ | 1946年7月11日 | 1974年5月31日退役  |
| WPG→WHEC-68 | アンドロスコギン USCGC Androscoggin    | ウェスタンパイプ | 1946年9月26日 | 1974年10月7日売却  |
| WPG→WHEC-69 | メンドータ USCGC Mendota               | 沿岸警備隊工廠   | 1945年6月2日  | 1973年11月1日退役  |
| WPG→WHEC-70 | ポンチャートレイン USCGC Pontchartrain | 沿岸警備隊工廠   | 1945年7月28日 | 1973年10月19日退役 |